# Digonogastra inaequalis
Digonogastra inaequalis är en stekelart som först beskrevs av Szepligeti 1906.  Digonogastra inaequalis ingår i släktet Digonogastra och familjen bracksteklar. Inga underarter finns listade i Catalogue of Life.